# Five Live
Albums de Queen
Live at Wembley '86
(1992) Made in Heaven
(1995)
Albums de George Michael
Listen Without Prejudice, Vol. 1
(1990) Older
(1996)
Singles
1. Somebody to Love
Sortie : 1993

Five Live est un EP sorti en 1993. Il contient cinq chansons enregistrées en concert et interprétées par George Michael, Queen et Lisa Stansfield. Un sixième titre bonus est également inclus. Il s'agit de Dear Friends, une chanson de Queen enregistrée en 1974.
Somebody to Love et These Are the Days of Our Lives ont été enregistrées le 20 avril 1992 au stade de Wembley de Londres, lors d'un concert en hommage à Freddie Mercury. Killer, Papa Was a Rollin' Stone et Calling You ont été enregistrées en 1991, pendant la tournée Cover to Cover de George Michael. Toutes les recettes de Five Live ont été reversées à la fondation Mercury Phoenix Trust, qui lutte contre le sida depuis 1991.

## Titres
| 1.    | Somebody to Love (George Michael et Queen)                                 | Freddie Mercury                    | 5:17 |
| 2.    | Killer (George Michael)                                                    | Adamski et Seal                    | 5:58 |
| 3.    | Papa Was a Rollin' Stone (George Michael)                                  | Barrett Strong et Norman Whitfield | 5:24 |
| 4.    | These Are the Days of Our Lives (George Michael, Queen et Lisa Stansfield) | Queen                              | 4:43 |
| 5.    | Calling You (George Michael)                                               | Bob Telson                         | 6:17 |
| 6.    | Dear Friends (Queen)                                                       | Brian May                          | 1:07 |
| 28:46 |                                                                            |                                    |      |